# Johannes Glich von Milziz der Jüngere
Johannes Glich von Milziz, auch Johann Glück, Johannes Glych (* 31. Januar 1557 in Görlitz; † 15. Oktober 1624 in Sercha), zur Unterscheidung zu seinem gleichnamigen Vater der Jüngere genannt, erlangte in seinem Leben drei Mal das Görlitzer Bürgermeisteramt. Zeitweise wohnte er mit Johann Georg von Jägerndorf und Johann Georg I. von Sachsen im Schönhof.

## Leben
Johann entstammte der im Jahr 1509 vom böhmischen König Wladislaus II. geadelten Familie Glich von Milziz. Er wurde im Jahr 1557 als Sohn von Johann Glich dem Älteren (* 1513; † 6. März 1600) und dessen Frau Agnes Rosenhain in Görlitz geboren. Auch Johann Glich der Ältere war mehrmals Görlitzer Bürgermeister.
Johann Glich der Jüngere heiratete am 13. August 1576 Apollonia Peschel, am 22. Oktober 1584 Barbara, Tochter des Michael Ender, und in dritter Ehe am 8. November 1593 Martha, Tochter Adam Bergers des Jüngeren.
Erst kurz vor seiner dritten Ehe kam Glich 1592 im Alter von 35 Jahren in den Rat. Seitdem übte er auch einige Ämter der Stadtverwaltung aus. 1605, 1609 und 1613 war er Bürgermeister. Dabei wechselte das Bürgermeisteramt zwischen Bartholomäus Scultetus, Melchior Steinberg und Tobias Schnitter, bzw. nach dessen Tod Bartholomäus Jacobi, jeweils alle vier Jahre. Sein Wahlspruch, den er im Schützenbuch eintrug, lautete:

„Schweigen und Leiden
Rachgier meiden
Und Gotte vertrauen
Das hat mich nie gerauen“

Durch die Heirat seiner zweiten Frau 1584 wurde Johann Glich Landesherr auf Sercha. 1600 kaufte er sich Sohrneundorf und Florsdorf; daneben besaß er noch mehrere Landgüter. Glich war ab 1577 Mitglied in der Schützengilde und im Convivum Musicum (1592–1595).
Ab 1586 wohnte er am Untermarkt 24, ab 1617 im Schönhof. 1620/21 nutzten Kurfürst Johann Georg I. von Sachsen und Markgraf Johann Georg von Jägerndorf diesen als Residenz.
Glichs Tochter Martha heiratete am 2. November 1643 den späteren Görlitzer Bürgermeister Elias Dittrich. Sein Sohn Carolus (* 31. Oktober 1589) wurde „kaiserlich österreichischer Truchsess“ und heiratete im Jahr 1624 Maria Libora, Tochter des kaiserlichen Hofarztes und Veronesers Hector Mascaglia.